# 유펭케안
유펭케안(말레이어: Yu Peng Kean, 중국어 정체자: 尤炳堅, 간체자: 尤炳坚, 병음: Yóu Bǐngjiān 유빙젠[*], 한자음: 우병견, 1991년 5월 8일~)은 말레이시아의 펜싱 선수로 주 종목은 사브르이다.

## 경력
2012년 8월 영국 런던에서 열린 2012년 하계 올림픽에 참가했으며 남자 사브르 개인전에 출전했다. 그는 32강에서 헝가리의 실라지 아론에게 1-15로 패하며 탈락하였다. 그를 이기고 올라간 실라지는 이 종목 금메달을 획득했다.